# بیت احمر (یمن)
بیت احمر روستایی از توابع استان صَنعاء در کشور یمن و در شبه جزیره عربستان واقع می‌باشد. این روستا در منطقهٔ (سنحان) و در ۲۱ کیلومتری جنوب شرقی شهر صنعاء واقع شده است.

## جمعیت
جمعیتش در حدود ۳۱۷ نفر می‌باشد. از مشاهیر این روستا سرهنگ علی عبدالله صالح رئیس‌جمهوری وقت یمن، وی در این روستا تولد شده است. همچنین از قبائل مشهور این روستا:
- بنو الاحمر از قبائل حاشد.
- بنو الاحمر العصیمات.
- شهید حسن الاحمر کشته شده سال ۱۹۶۱ میلادی.
- بنو الاحمر از اهل زبید.